# ジョン・G・カークウッド
ジョン・ギャンブル・カークウッド（John Gamble Kirkwood、1907年5月30日 - 1959年8月9日）は、アメリカの化学者、物理学者。オクラホマ州に生まれ、シカゴ大学卒業後、マサチューセッツ工科大学で博士号を取得、コーネル大学、シカゴ大学、カリフォルニア工科大学、イェール大学の教授を歴任した。イオン結晶の回転相転移、流体の非可逆過程統計力学、その高分子物理への応用などの研究業績がある。1936年ACS純粋化学賞、アーヴィング・ラングミュア賞受賞。